# Nazionale femminile di pallacanestro di Barbados
La nazionale femminile di pallacanestro di Barbados è la rappresentativa cestistica femminile di Barbados ed è posta sotto l'egida della Federazione cestistica di Barbados.

## Piazzamenti

### Campionati centramericani
- 2006 - 5°
- 2008 - 7°

## Formazioni

### Campionati centramericani
Campionato centramericano femminile di pallacanestro 20064 Hunte, 5 Joseph, 6 Phillips, 7 Maynard, 8 Puckerin, 9 Atherley, 10 Oderson, 11 Ward, 12 Shorey, 13 Harris, 14 Studer, 15 Alleyne,        All. -
Campionato centramericano femminile di pallacanestro 20084 Farley, 5 Austin, 6 Joseph, 7 Studer, 8 Phillips, 9 Atherley, 10 D. Alleyne, 11 Bretney, 12 Shorey, 13 Clarke, 14 Louis, 15 A. Alleyne,        All. Frederick Bynoe